# Gaúcho Negro (álbum)
Gaúcho Negro é a trilha sonora do filme de mesmo nome, lançada em 1991. É constituído por canções tocadas ao decorrer do filme, boa parte interpretadas pelo protagonista Gaúcho da Fronteira. Mesmo o filme tendo sido também protagonizado pelas então paquitas e paquitos Letícia Spiller, Juliana Baroni, Cláudio Heinrich e Égon Junior, eles não interpretam nenhuma canção durante o filme.

## Faixas
1. "Gaúcho Negro" - Gaúcho da Fronteira
2. "Galope" - Roberta Miranda
3. "Extraño" - Nenhum de Nós
4. "João Tatu" - Gaúcho da Fronteira
5. "Pra Ti Guria" - Gilberto Monteiro
6. "Chuva de Verão" - João de Almeida Neto
7. "Honra de Herói" - André Sperling
8. "Forronerão" - Gaúcho da Fronteira
9. "Fabricação Caseira" - Renato Borghetti
10. "Veneno, Mel e Sabor" - Leonardo Sullivan
11. "A Trágica Paixão de Marcelo Por Roberta" - Nico Nicolaiewski
12. "Outra Praia" - Renato Borghetti
13. "Rock Bagual" - Gaúcho da Fronteira
14. "Crioulo da Tia Maruca" - João de Almeida Neto
15. "Sentimental" - André Sperling
16. "Meu cheque tá no Banrisul" - Banda Bizmutoh (feat. Gabriel de Paula)